# Boina Hadji bin Moussa Al Bawazir

Boina Hadji bin Moussa bin Abdourahman Al Ba Wazir Al Abbassi est un sultan comorien du Hamahamet, figure importante de la lignée royale Fwambaya. Il est connu pour son rôle dans l’histoire politique et dynastique de Ngazidja,.

## Origines et famille
Boina Hadji bin Moussa est issu de lignées prestigieuses du côté de son père il descend de la famille abbassides et du côté de sa mère il descend de la lignée royale fwambaya, sa grand mère maternelle se nomme Wabedja bint Seha La Djumbe c’était la reine du royaume d’Itsandra. Son père est un commerçant originaire de Lamu, appartenant à la famille Ba Wazir, dont les racines remontent au Yémen, plus précisément à la ville de Ghayl Ba Wazir. Sa mère, Nema Fedha, est une princesse de la lignée royale Fwambaya et fille de la reine d’Itsandra, Wabedja bint Seha la Djumbe.

## Règne et influence
Boina Hadji bin Moussa s’établit à Mbeni avec sa mère Nema Fedha qui devient sultane du hamahamet son fils prendra la relève. Cette installation dans cette région marque le renforcement de l’influence de la lignée Fwambaya sur Ngazidja. Il est le père de plusieurs sultans qui ont régné sur différentes régions de l’île, assurant ainsi la continuité dynastique de sa lignée.

## Héritage
Son influence politique et dynastique perdure à travers ses descendants. Il est notamment l’ancêtre du président comorien Mohamed Taki Abdoulkarim, qui a dirigé les Comores à la fin du XXe siècle.